# شویار، ان
شویار، ان (به فرانسوی: Chevillard) یک کمون در فرانسه است که در Canton of Brénod واقع شده‌است.

## خصوصیات
شویار ۹٫۶۷ کیلومترمربع مساحت و ۱۷۴ نفر جمعیت دارد و ۸۳۰ متر بالاتر از سطح دریا واقع شده‌است.